# Hürm
Hürm is een gemeente in de Oostenrijkse deelstaat Neder-Oostenrijk, gelegen in het district Melk (ME). De gemeente heeft ongeveer 1700 inwoners.

## Geografie
Hürm heeft een oppervlakte van 36,09 km². De gemeente omvat de kadastrale gemeenten Arnersdorf, Atzing, Diendorf, Grub, Hösing, Hainberg, Harmersdorf, Hürm, Inning, Kronaberg, Löbersdorf, Maxenbach, Mitterradl, Murschratten, Neustift bei Sooß, Ober-Siegendorf, Ober-Thurnhofen, Oberhaag, Oberradl, Pöttendorf, Scharagraben, Schlatzendorf, Seeben, Sooß, Unter-Siegendorf, Unter-Thurnhofen en Unterhaag. Het ligt iets ten westen van het centrum van Neder-Oostenrijk, ten westen van de hoofdstad Wenen.

## Aangrenzende gemeenten
| Aangrenzende gemeenten  | Aangrenzende gemeenten                                 | Aangrenzende gemeenten | Aangrenzende gemeenten | Aangrenzende gemeenten |
| ----------------------- | ------------------------------------------------------ | ---------------------- | ---------------------- | ---------------------- |
| Schollach               |                                                        | Loosdorf               |                        | Haunoldstein           |
|                         |                                                        |                        |                        |                        |
| Sankt Leonhard am Forst | Markersdorf-Haindorf Sankt Margarethen an der Sierning |                        |                        |                        |
|                         |                                                        |                        |                        |                        |
| Mank                    |                                                        | Kilb                   |                        | Bischofstetten         |

Artstetten-Pöbring · Bergland · Bischofstetten · Blindenmarkt · Dorfstetten · Dunkelsteinerwald · Emmersdorf an der Donau · Erlauf · Golling an der Erlauf · Hofamt Priel · Hürm · Kilb · Kirnberg an der Mank · Klein-Pöchlarn · Krummnußbaum · Leiben · Loosdorf · Mank · Marbach an der Donau · Maria Taferl · Melk · Münichreith-Laimbach · Neumarkt an der Ybbs · Nöchling · Persenbeug-Gottsdorf · Petzenkirchen · Pöchlarn · Pöggstall · Raxendorf · Ruprechtshofen · Schollach · Sankt Leonhard am Forst · Sankt Martin-Karlsbach · Sankt Oswald · Schönbühel-Aggsbach · Texingtal · Weiten · Ybbs an der Donau · Yspertal · Zelking-Matzleinsdorf
- Gemeinsame Normdatei: 4402561-0
- Nationale Bibliotheek van Tsjechië: ge1126665
- Virtual International Authority File: 243843301